# Winterton (rivière)
Pour les articles homonymes, voir Winterton (homonymie).

La rivière Winterton  (anglais : Winterton River) est un cours d’eau de la région de Marlborough de l’Île du Sud de la Nouvelle-Zélande.

## Géographie
Elle s’écoule généralement vers le nord à partir de la chaîne d’  Inland Kaikoura Range pour atteindre le fleuve Awatere à trente kilomètres au nord-est de ’Molesworth Station’.